# Jan Ołdakowski

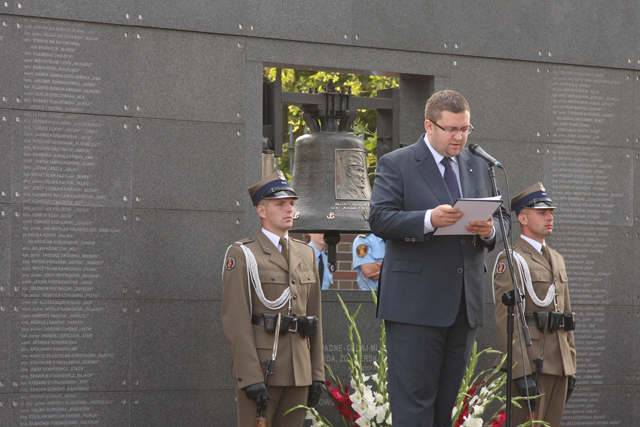
Jan Ołdakowski podczas obchodów 62. rocznicy powstania warszawskiego

Jan Łukasz Ołdakowski (ur. 11 maja 1972 w Warszawie) – polski urzędnik, polityk, menedżer kultury i muzealnik, poseł na Sejm V i VI kadencji. Od 2004 dyrektor Muzeum Powstania Warszawskiego.

## Życiorys
W 1998 ukończył studia na Wydziale Polonistyki Uniwersytetu Warszawskiego. W 2001 ukończył podyplomowe studium oceny i wyceny zasobów przyrodniczych w Szkole Głównej Gospodarstwa Wiejskiego.
W latach 1995–1998 pracował jako redaktor w Wydawnictwie Naukowym PWN. W latach 1998–2000 był zatrudniony w Narodowym Funduszu Ochrony Środowiska na stanowisku kierownika wydziału promocji. Od 2000 do 2001 pracował w Ministerstwie Kultury i Dziedzictwa Narodowego na stanowisku dyrektora Departamentu Środków Społecznego Przekazu, a następnie szefa gabinetu ministra Kazimierza Michała Ujazdowskiego. W 2001 wspólnie z Pawłem Kowalem założyli Galerię Off w Warszawie. W 2002 był koordynatorem projektów w Instytucie Dziedzictwa Narodowego. Pracował również w tygodniku „Nowe Państwo”.
W latach 2002–2004 był przewodniczącym rady dzielnicy Mokotów. W 2005 jako kandydat bezpartyjny z listy Prawa i Sprawiedliwości został wybrany posłem V kadencji w okręgu warszawskim. W wyborach parlamentarnych w 2007 z ramienia PiS (nie należąc do tej partii) po raz drugi uzyskał mandat poselski, otrzymując 3106 głosów. W listopadzie 2010 wystąpił z klubu parlamentarnego Prawa i Sprawiedliwości i przystąpił do nowo utworzonego klubu parlamentarnego ugrupowania Polska Jest Najważniejsza. W 2011 nie uzyskał reelekcji w wyborach parlamentarnych, w których otwierał listę kandydatów PJN do Sejmu w okręgu podwarszawskim. W 2012 z Igorem Janke i Dariuszem Gawinem założył konserwatywny think tank Instytut Wolności. Objął funkcję przewodniczącego rady Fundacji Świętego Mikołaja.
W 2004 objął funkcję dyrektora Muzeum Powstania Warszawskiego, wcześniej był pełnomocnikiem ds. muzeum mianowanym przez ówczesnego prezydenta Warszawy, Lecha Kaczyńskiego. Jest współautorem koncepcji i programu działalności tego muzeum. Kierowana przez niego placówka stała się istotną atrakcją turystyczną stolicy, a także ważnym ośrodkiem kultury. Za działalność kulturalną Muzeum Powstania Warszawskiego dwa razy otrzymało „Wdechy”: w kategorii miejsce roku (2006) i wydarzenie roku (2010, za Festiwal Warszawski Niewinni Czarodzieje).
Jan Ołdakowski był producentem Miasta Ruin (2010), całkowicie cyfrowej rekonstrukcji zburzonego miasta, a także producentem i scenarzystą Powstania Warszawskiego (2014), dramatu wojennego non-fiction, w całości zmontowanego z oryginalnych kronik powstańczych. Obie produkcje zyskały bardzo dobre recenzje polskich krytyków filmowych, a Powstanie Warszawskie okazało się również sukcesem komercyjnym – w ciągu pierwszych 6 tygodni wyświetlania obejrzało je ponad 500 tys. widzów w Polsce.
W 2015 zasiadł w Radzie Ochrony Pamięci Walk i Męczeństwa. Jest członkiem nadzwyczajnym Światowego Związku Żołnierzy Armii Krajowej, rady kuratorów Zakładu Narodowego im. Ossolińskich, a także honorowym członkiem Związku Powstańców Warszawskich.

## Odznaczenia i wyróżnienia
- Krzyż Oficerski Orderu Odrodzenia Polski (2011)[15][16]
- Medal Stulecia Odzyskanej Niepodległości (2018)[17]
- Srebrny Medal „Zasłużony Kulturze Gloria Artis” (2005)[18]
- Medal „Pro Memoria”
- Medal „Opiekun Miejsc Pamięci Narodowej”
- Odznaka pamiątkowa Służby Ochrony Państwa (2025)[19]
- Wielki Krzyż Orderu Zasługi (Portugalia, 2008)[20]
- Order Honoru (Gruzja, 2011)[21]
- Order Krzyża Ziemi Maryjnej IV klasy (Estonia, 2014)[22]
- Tytuł „Człowiek Roku Życia Warszawy” (2004)
- Perła Honorowa Polskiej Gospodarki w kategorii „krzewienie polskich tradycji i wartości patriotycznych” (2006)[23]